# Логвинов, Николай Христофорович
 Николай Христофорович Логвинов (1837—1909) — русский государственный деятель, губернатор Уфимской губернии (1894—1896); тайный советник.

## Биография
Происходил из дворян Пензенской губернии. Родился 26 марта (7 апреля) 1837 года.
Военную службу начал в марте 1853 года — в Ямбургском уланском полку; вышел в отставку 16 октября 1859 года.
Жил в своём имении Шеино в Керенском уезде; с июля 1861 года служил мировым посредником первого призыва в этом уезде.
С 1 мая 1868 года состоял на службе в ведомстве Министерства внутренних дел, был непременным членом Пензенского губернского по крестьянским делам присутствия. Затем был избран керенским уездным предводителем дворянства и служил предводителем 20 лет и, одновременно, как почётный мировой судья 18 лет был председателем съезда мировых судей. Был награждён орденом Св. Владимира 3-й степени (1885) и орденом Св. Станислава 1-й степени (1893); 30 августа 1889 года был произведён в действительные статские советники.
С 17 февраля 1894 года Н. Х. Логвинов был назначен губернатором Уфимской губернии. Вступив в должность, он решил сделать газету «Уфимские губернские ведомости» постоянным вестником о текущей жизни губернии; с июля 1894 года она стали выходить ежедневно (кроме понедельников и праздничных дней). В 1895 году, в виде опыта, в четырёх губерниях Российской империи (Пермской, Оренбургской, Самарской и Уфимской) вводилось в действие «Положение о казенной продаже питей», что потребовало от Логвинова немалых трудов по сокращению продажи крепких напитков и упорядочению торговли вином. В результате в 1895 году, по сравнению с 1894 годом, почти наполовину сократилось уличное пьянство. В период губернаторства Логвинова также проводились реформы: окружного суда, института земских начальников и перехода тюрем в ведение министерства юстиции.
По ходатайству Керенской городской думы, от 3 апреля 1894 года последовало 28 апреля Высочайшее соизволение о предоставлении Логвинову почётного гражданства города Керенска. С 29 октября 1896 года был членом Совета министра внутренних дел. В 1897 году получил орден Св. Анны 1-й степени; в 1901 году произведён в тайные советники.
Был крупным землевладельцем; кроме родового имения в 2372 десятин в Пензенской губернии приобрёл в той же губернии 3218 десятин; имел 1200 десятин в Саратовской губернии. За женой также числились земельные владения в Пензенской и Саратовской губерниях.
Скончался в 1909 году. Похоронен в родовом селе Шеино, где и его родители: подполковник Христофор Петрович Логвинов (1801 — 29.12.1869), бывший в 1850—1857 гг. Керенским уездным предводителем дворянства; и Александра Петровна Логвинова.

## Награды
- орден Св. Станислава 2-й ст.
- орден Св. Владимира 3-й ст.
- орден Св. Станислава 1-й ст.
- орден Св. Анны 1-й ст.
- медали в память Императора Александра III, в память коронации 1896 года, в память войны 1877—1878 годов.

## Семья
Жена — Ольга Петровна (1848—?), правнучка генерал-адъютанта Ивана Романовича Ранцова. У них дочери:
- Ольга (21 декабря 1872—?), замужем за бароном Александром Георгиевичем Винекеном, происходившем из семьи рижского банкира, австрийского еврея Георга Винекена, принявшего лютеранство.
- Александра (23 декабря 1870—?)